# Georges Anthony
Pour les articles homonymes, voir Anthony.
Georges Anthony est un rameur d'aviron belge.

## Carrière
Georges Anthony est médaillé de bronze de deux barré avec Léon Flament et François de Coninck aux Jeux olympiques d'été de 1928 à Amsterdam.